# Chris Osgood
Christopher John Osgood (Peace River, 26 novembre 1972) è un allenatore di hockey su ghiaccio ed ex hockeista su ghiaccio canadese che giocava nel ruolo di portiere. Dal 2011 ricopre l'incarico di preparatore dei portieri presso i Detroit Red Wings.

## Carriera
Chris Osgood iniziò la propria carriera nella Western Hockey League, vestendo dal 1989 al 1992 le maglie di tre formazioni, qualificandosi nel 1992 alla Memorial Cup con i Seattle Thunderbirds. Nel 1991 era stato scelto dai Detroit Red Wings al terzo giro in 54ª posizione assoluta.
Prima di diventare portiere titolare a Detroit Osgood fu mandato in American Hockey League presso la formazione affiliata degli Adirondack Red Wings. Nelle stagioni 1996-1997 e 1997-1998 conquistò le prime due Stanley Cup della propria carriera. Il 6 marzo 1996 inoltre realizzò un gol nella partita vinta per 4-2 dai Red Wings contro gli Hartford Whalers. È decimo per numero di vittorie nella storia della NHL (401).
Nel 2001 dopo oltre 400 incontri disputati con i Red Wings Osgood approdò ai New York Islanders, franchigia con cui rimase per due stagioni. Dopo aver già giocato la parte finale della stagione 2002-03 Osgood per il campionato successivo prolungò l'accordo con la squadra dei St. Louis Blues.
Al termine del lockout nel 2005 Osgood fece ritorno a Detroit, dove alternò presenze da titolare ad altre da backup. Nel corso della stagione 2007-2008 Osgood rinnovò fino al termine della stagione 2010-11; inoltre in coppia con Dominik Hašek vinse il William M. Jennings Trophy e contribuì al successo della Stanley Cup contro i Pittsburgh Penguins.
Tuttavia nelle stagioni successive accusò un calo dal punto di vista delle prestazioni, limitando le presenze anche a causa di alcuni guai fisici. Il 19 luglio 2011, al termine del proprio contratto, Osgood annunciò il proprio ritiro dall'attività agonistica per poi entrare nello staff degli allenatori dei Red Wings.

## Palmarès

### Club
- Stanley Cup: 3

Detroit: 1996-1997, 1997-1998, 2007-2008

### Individuale
- William M. Jennings Trophy: 2

1995-1996, 2007-2008
- NHL Second All-Star Team: 1

1995-1996
- NHL All-Star Game: 2

2001, 2008